# Górzanka (struga)
Górzanka – struga, lewy dopływ Brynicy o długości 7,8 km i powierzchni zlewni 27,11 km². 
Struga przepływa przez Górznieńsko-Lidzbarski Park Krajobrazowy. W swym górnym odcinku płynie przez Jezioro Górzeńskie i Młyńskie, charakteryzujące się wysokim stopniem eutrofizacji.